# 4511 Рембрандт
4511 Рембрандт (4511 Rembrandt) — астероїд головного поясу, відкритий 28 вересня 1935 року.
Тіссеранів параметр щодо Юпітера — 3,381.
Названо на честь Рембрандта (нід. Rembrandt Harmenszoon van Rijn, 1606—1669) — нідерландського художника, офортиста доби бароко.